# Formuła E Sezon 2014/2015
Sezon 2014/2015 Formuły E – inauguracyjny sezon Formuły E. Sezon rozpoczął się 13 września 2014 w Pekinie a skończył się 28 czerwca 2015 w Londynie po jedenastu wyścigach.

## Samochód

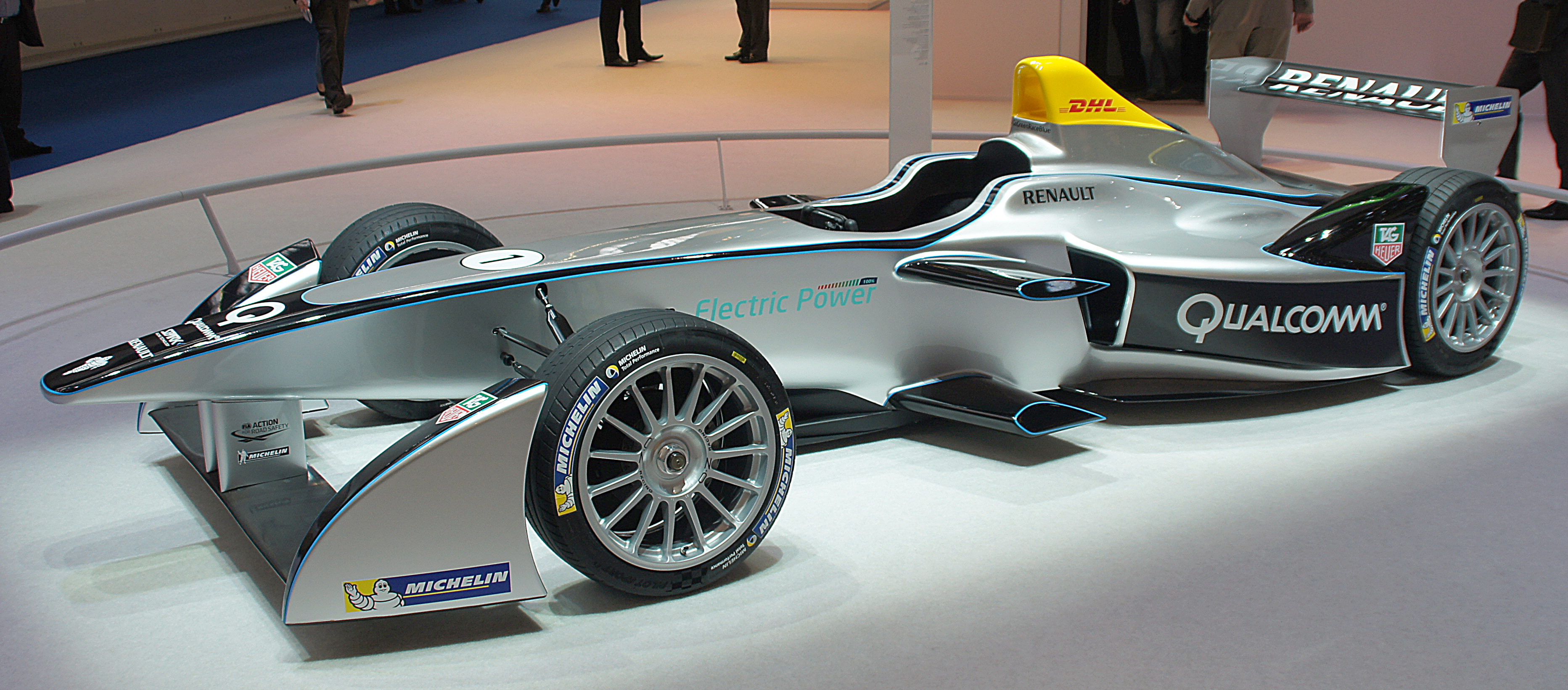
Spark-Renault SRT 01E

W sezonie stosowane były samochody Spark-Renault SRT 01E. Pojazdy te powstały w wyniku współpracy pomiędzy Spark Racing Technologies, McLaren Electronic Systems, Williams Advanced Engineering, Dallarą i Renault.
W modelu został wykorzystany służący do magazynowania energii system RESS. Jako jednostka napędowa posłużył skonstruowany przez McLaren Electronic Technologies elektryczny silnik o wadze 26 kg i 270 KM mocy maksymalnej. Samochody korzystają z osiemnastocalowych opon Michelin.

## Lista startowa
Poniższa lista obejmuje kierowców, którzy mają podpisane kontrakty na sezon 2014/2015.
| Zespół                  | Opony | Nr | Kierowcy wyścigowi     | Rundy     | Kierowcy rezerwowi |
| ----------------------- | ----- | -- | ---------------------- | --------- | ------------------ |
| Virgin Racing           | M     | 2  | Sam Bird               | Wszystkie |                    |
| Virgin Racing           | M     | 3  | Jaime Alguersuari      | 1-9       |                    |
| Virgin Racing           | M     | 3  | Fabio Leimer           | 10        |                    |
| Mahindra Racing         | M     | 5  | Karun Chandhok         | Wszystkie |                    |
| Mahindra Racing         | M     | 21 | Bruno Senna            | Wszystkie |                    |
| Dragon Racing           | M     | 6  | Oriol Servià           | 1-4       |                    |
| Dragon Racing           | M     | 6  | Loïc Duval             | 5-10      |                    |
| Dragon Racing           | M     | 7  | Jérôme d’Ambrosio      | Wszystkie |                    |
| e.dams Renault          | M     | 8  | Nicolas Prost          | Wszystkie |                    |
| e.dams Renault          | M     | 9  | Sébastien Buemi        | Wszystkie |                    |
| Trulli GP               | M     | 10 | Jarno Trulli           | Wszystkie |                    |
| Trulli GP               | M     | 18 | Michela Cerruti        | 1-4       |                    |
| Trulli GP               | M     | 18 | Vitantonio Liuzzi      | 5-9       |                    |
| Trulli GP               | M     | 18 | Alex Fontana           | 10        |                    |
| Audi Sport Abt          | M     | 11 | Lucas Di Grassi        | Wszystkie |                    |
| Audi Sport Abt          | M     | 66 | Daniel Abt             | Wszystkie |                    |
| Venturi Grand Prix      | M     | 23 | Nick Heidfeld          | Wszystkie |                    |
| Venturi Grand Prix      | M     | 30 | Stéphane Sarrazin      | Wszystkie |                    |
| Andretti Autosport      | M     | 27 | Franck Montagny        | 1-2       | / Matthew Brabham  |
| Andretti Autosport      | M     | 27 | Jean-Éric Vergne       | 3-10      | / Matthew Brabham  |
| Andretti Autosport      | M     | 28 | Charles Pic            | 1         | / Matthew Brabham  |
| Andretti Autosport      | M     | 28 | / Matthew Brabham      | 2-3       | / Matthew Brabham  |
| Andretti Autosport      | M     | 28 | Marco Andretti         | 4         | / Matthew Brabham  |
| Andretti Autosport      | M     | 28 | Scott Speed            | 5-8       | / Matthew Brabham  |
| Andretti Autosport      | M     | 28 | Justin Wilson          | 9         | / Matthew Brabham  |
| Andretti Autosport      | M     | 28 | Simona de Silvestro    | 10        | / Matthew Brabham  |
| Amlin Aguri             | M     | 55 | Takuma Satō            | 1         | Fabio Leimer       |
| Amlin Aguri             | M     | 55 | António Félix da Costa | 2-9       | Fabio Leimer       |
| Amlin Aguri             | M     | 55 | Sakon Yamamoto         | 10        | Fabio Leimer       |
| Amlin Aguri             | M     | 77 | Katherine Legge        | 1-2       | Fabio Leimer       |
| Amlin Aguri             | M     | 77 | Salvador Durán         | 3-10      | Fabio Leimer       |
| China Racing NEXTEV TCR | M     | 88 | Ho-Pin Tung            | 1-2, 4    | Antonio García     |
| China Racing NEXTEV TCR | M     | 88 | Antonio García         | 3, 9      | Antonio García     |
| China Racing NEXTEV TCR | M     | 88 | Charles Pic            | 5-8       | Antonio García     |
| China Racing NEXTEV TCR | M     | 88 | Oliver Turvey          | 10        | Antonio García     |
| China Racing NEXTEV TCR | M     | 99 | Nelson Piquet Jr.      | Wszystkie | Antonio García     |

## Kalendarz
Kalendarz obejmuje dziesięć rund (tzw. ePrix) wyłącznie na torach ulicznych.
| Runda | Data              | Miasto            | Tor                            | Schemat |
| ----- | ----------------- | ----------------- | ------------------------------ | ------- |
| 1     | 13 września 2014  | Pekin             | Beijing Olympic Green Circuit  |         |
| 2     | 22 listopada 2014 | Persiaran Perdana | Putrajaya Street Circuit       |         |
| 3     | 13 grudnia 2014   | Punta del Este    | Punta del Este Street Circuit  |         |
| 4     | 10 stycznia 2015  | Buenos Aires      | Puerto Madero Street Circuit   |         |
| 5     | 14 marca 2015     | Miami             | Biscayne Bay                   |         |
| 6     | 4 kwietnia 2015   | Long Beach        | Long Beach Street Circuit      |         |
| 7     | 9 maja 2015       | Monte Carlo       | Circuit de Monaco              |         |
| 8     | 30 maja 2015      | Berlin            | Port lotniczy Berlin-Tempelhof |         |
| 9     | 6 czerwca 2015    | Moskwa            | Moscow Street Circuit          |         |
| 10    | 27 czerwca 2015   | Londyn            | Battersea Park                 |         |
| 11    | 28 czerwca 2015   | Londyn            | Battersea Park                 |         |

## Wyniki
| Runda | Data         | Tor                            | Pole position     | Najszybsze okrążenie | Zwycięzca (kierowcy)   | Zwycięzca (zespoły) | Wyniki |
| ----- | ------------ | ------------------------------ | ----------------- | -------------------- | ---------------------- | ------------------- | ------ |
| 1     | 13 września  | Beijing Olympic Green Circuit  | Nicolas Prost     | Takuma Satō          | Lucas Di Grassi        | Audi Sport Abt      | Wyniki |
| 2     | 22 listopada | Putrajaya Street Circuit       | Oriol Servià      | Jaime Alguersuari    | Sam Bird               | Virgin Racing       | Wyniki |
| 3     | 13 grudnia   | Punta del Este Street Circuit  | Jean-Éric Vergne  | Daniel Abt           | Sébastien Buemi        | e.dams Renault      | Wyniki |
| 4     | 10 stycznia  | Puerto Madero Street Circuit   | Sébastien Buemi   | Sam Bird             | António Félix da Costa | Amlin Aguri         | Wyniki |
| 5     | 14 marca     | Biscayne Bay Street Circuit    | Jean-Éric Vergne  | Nelson Piquet Jr.    | Nicolas Prost          | e.dams Renault      | Wyniki |
| 6     | 4 kwietnia   | Long Beach Street Circuit      | Daniel Abt        | Nicolas Prost        | Nelson Piquet Jr.      | China Racing        | Wyniki |
| 7     | 9 maja       | Circuit de Monaco              | Sébastien Buemi   | Jean-Éric Vergne     | Sébastien Buemi        | e.dams Renault      | Wyniki |
| 8     | 30 maja      | Port lotniczy Berlin-Tempelhof | Jarno Trulli      | Nelson Piquet Jr.    | Jérôme d’Ambrosio      | Dragon Racing       | Wyniki |
| 9     | 6 czerwca    | Moscow Street Circuit          | Jean-Éric Vergne  | Sébastien Buemi      | Nelson Piquet Jr.      | NEXTEV TCR          | Wyniki |
| 10    | 27 czerwca   | Battersea Park                 | Sébastien Buemi   | Lucas Di Grassi      | Sébastien Buemi        | e.dams Renault      | Wyniki |
| 10    | 28 czerwca   | Battersea Park                 | Stéphane Sarrazin | Sam Bird             | Sam Bird               | Virgin Racing       | Wyniki |

## Klasyfikacje
| Legenda oznaczeń w tabelach wyników Wyświetl szablon na nowej stronie | Legenda oznaczeń w tabelach wyników Wyświetl szablon na nowej stronie                                                                     |
| Oznaczenie                                                            | Wyjaśnienie |
| --------------------------------------------------------------------- | --- |
| Złoty                                                                 | Zwycięzca lub mistrzostwo |
| Srebrny                                                               | 2. miejsce lub wicemistrzostwo |
| Brązowy                                                               | 3. miejsce lub II wicemistrzostwo |
| Zielony                                                               | Ukończył, punktował (w klasyfikacji generalnej, gdy zdobył co najmniej jeden punkt na przestrzeni sezonu, poza trzema powyższymi opcjami) |
| Niebieski                                                             | Ukończył, nie punktował (w klasyfikacji generalnej, gdy nie zdobył co najmniej jednego punktu na przestrzeni sezonu)                      |
| Czerwony                                                              | Nie zakwalifikował się (NZ) |
| Czerwony                                                              | Nie prekwalifikował się (NPK) |
| Różowy                                                                | Nie ukończył (NU) |
| Różowy                                                                | Niesklasyfikowany (NS) (w klasyfikacji generalnej, gdy nie został sklasyfikowany w żadnym wyścigu sezonu)                                 |
| Czarny                                                                | Zdyskwalifikowany (DK) |
| Czarny                                                                | Wykluczony (WYK/EX) |
| Biały                                                                 | Nie wystartował (NW) |
| Biały                                                                 | Kontuzjowany (K/INJ) |
| Biały                                                                 | Wyścig odwołany (OD/C) |
| Bez koloru                                                            | Został wycofany (WYC/WD) |
| Bez koloru                                                            | Nie przybył (NP/DNA) |
| Bez koloru                                                            | Nie brał udziału w treningach (NT/DNP) |
| Bez koloru                                                            | Nie został zgłoszony (–) |
| Pogrubienie                                                           | Start z pole position |
| Kursywa                                                               | Najszybsze okrążenie wyścigu |
| †                                                                     | Nie ukończył, ale jego rezultat został zaliczony ze względu na przejechanie więcej niż 90% dystansu wyścigu.                              |
| *                                                                     | Sezon w trakcie |
| 1/2/3                                                                 | Punktowana pozycja w sprincie |
| Lista systemów punktacji Formuły 1                                    | |

### Kierowcy
| Poz. | Kierowca               | Zespół             |    | Malezja | Urugwaj | Argentyna | Stany Zjednoczone | Stany Zjednoczone | Monako | Niemcy | Rosja | Wielka Brytania | Wielka Brytania | Punkty  |
| ---- | ---------------------- | ------------------ | -- | ------- | ------- | --------- | ----------------- | ----------------- | ------ | ------ | ----- | --------------- | --------------- | ------- |
| 1    | Nelson Piquet Jr.      | China              | 8  | 17      | 2       | 3         | 5                 | 1                 | 3      | 4      | 1     | 5               | 7               | 144     |
| 2    | Sébastien Buemi        | e.dams             | NU | 3       | 1       | NU        | 13                | 4                 | 1      | 2      | 9     | 1               | 5               | 143     |
| 3    | Lucas Di Grassi        | Abt                | 1  | 2       | 3       | NU        | 9                 | 3                 | 2      | DK     | 2     | 4               | 6               | 133     |
| 4    | Jérôme d’Ambrosio      | Dragon             | 6  | 5       | 8       | 14        | 4                 | 6                 | 5      | 1      | 11    | 2               | 2               | 113     |
| 5    | Sam Bird               | Virgin             | 3  | 1       | NU      | 7         | 8                 | NU                | 4      | 8      | NU    | 6               | 1               | 103     |
| 6    | Nicolas Prost          | e.dams             | 12 | 4       | 7       | 2         | 1                 | 14                | 6      | 10     | 8     | 7               | 10              | 88 (89) |
| 7    | Jean-Éric Vergne       | Andretti           | –  | –       | 14      | 6         | 18                | 2                 | NU     | 7      | 4     | 3               | 16              | 70      |
| 8    | António Félix da Costa | Aguri              | –  | 8       | NU      | 1         | 6                 | 7                 | 9      | 11     | 7     | –               | –               | 51      |
| 9    | Loïc Duval             | Dragon             | –  | –       | –       | –         | 7                 | 9                 | NU     | 3      | 15    | 8               | 3               | 42      |
| 10   | Bruno Senna            | Mahindra           | NU | 14      | 6       | 5         | NU                | 5                 | NU     | 17     | 16    | 16              | 4               | 40      |
| 11   | Daniel Abt             | Abt                | 10 | 10      | 15      | 13        | 3                 | 15                | NU     | 14     | 5     | NU              | 11              | 32      |
| 12   | Nick Heidfeld          | Venturi            | 13 | DK      | 10      | 8         | 12                | 11                | 10     | 5      | 3     | 13              | NU              | 31      |
| 13   | Jaime Alguersuari      | Virgin             | 11 | 9       | 5       | 4         | 11                | 8                 | NU     | 12     | 13    | –               | –               | 30      |
| 14   | Stéphane Sarrazin      | Venturi            | 9  | 12      | NU      | 10        | NU                | 10                | 7      | 6      | 14    | 10              | 15              | 22      |
| 15   | Scott Speed            | Andretti           | –  | –       | –       | –         | 2                 | NU                | 12     | 13     | –     | –               | –               | 18      |
| 16   | Franck Montagny        | Andretti           | 2  | DK      | –       | –         | –                 | –                 | –      | –      | –     | –               | –               | 18      |
| 17   | Karun Chandhok         | Mahindra           | 5  | 6       | 13      | NU        | 14                | 12                | 13     | 18     | 12    | 12              | 13              | 18      |
| 18   | Charles Pic            | Andretti           | 4  | –       | –       | –         | –                 | –                 | –      | –      | –     | –               | –               | 16      |
| 18   | Charles Pic            | China Racing       | –  | –       | –       | –         | 17                | 16                | 8      | 15     | –     | –               | –               | 16      |
| 19   | Oriol Servià           | Dragon             | 7  | 7       | 9       | 9         | –                 | –                 | –      | –      | –     | –               | –               | 16      |
| 20   | Jarno Trulli           | Trulli             | NU | 16      | 4       | NU        | 15                | NU                | 11     | 19     | 18    | 15              | NU              | 15      |
| 21   | Salvador Durán         | Aguri              | –  | –       | 16      | DK        | 10                | NU                | NU     | 16     | 6     | 17              | 8               | 13      |
| 22   | Oliver Turvey          | China Racing       | –  | –       | –       | –         | –                 | –                 | –      | –      | –     | 9               | 9               | 4       |
| 23   | Vitantonio Liuzzi      | Trulli             | –  | –       | –       | –         | 16                | 13                | NU     | 9      | 17    | –               | –               | 2       |
| 24   | Takuma Satō            | Aguri              | NU | –       | –       | –         | –                 | –                 | –      | –      | –     | –               | –               | 2       |
| 25   | Justin Wilson          | Andretti           | –  | –       | –       | –         | –                 | –                 | –      | –      | 10    | –               | –               | 1       |
| 26   | Ho-Pin Tung            | China              | 16 | 11      | –       | 11        | –                 | –                 | –      | –      | –     | –               | –               | 0       |
| 27   | Simona de Silvestro    | Andretti Autosport | –  | –       | –       | –         | –                 | –                 | –      | –      | –     | 11              | 12              | 0       |
| 28   | Antonio García         | China              | –  | –       | 11      | –         | –                 | –                 | –      | –      | 19    | –               | –               | 0       |
| 29   | Michela Cerruti        | Trulli             | 14 | NU      | 12      | NU        | –                 | –                 | –      | –      | –     | –               | –               | 0       |
| 30   | Marco Andretti         | Andretti           | –  | –       | –       | 12        | –                 | –                 | –      | –      | –     | –               | –               | 0       |
| 31   | / Matthew Brabham      | Andretti           | –  | 13      | NU      | –         | –                 | –                 | –      | –      | –     | –               | –               | 0       |
| 32   | Fabio Leimer           | Virgin Racing      | –  | –       | –       | –         | –                 | –                 | –      | –      | –     | 14              | NU              | 0       |
| 33   | Alex Fontana           | Trulli GP          | –  | –       | –       | –         | –                 | –                 | –      | –      | –     | NU              | 14              | 0       |
| 34   | Katherine Legge        | Aguri              | 15 | 15      | –       | –         | –                 | –                 | –      | –      | –     | –               | –               | 0       |
| –    | Sakon Yamamoto         | Aguri              | –  | –       | –       | –         | –                 | –                 | –      | –      | –     | NU              | NU              | –       |
| Poz. | Kierowca               | Zespół             |    | Malezja | Urugwaj | Argentyna | Stany Zjednoczone | Stany Zjednoczone | Monako | Niemcy | Rosja | Wielka Brytania | Wielka Brytania | Punkty  |

### Zespoły
| Poz. | Zespół                  | #  |    | Malezja | Urugwaj | Argentyna | Stany Zjednoczone | Stany Zjednoczone | Monako | Niemcy | Rosja | Wielka Brytania | Wielka Brytania | Punkty |
| ---- | ----------------------- | -- | -- | ------- | ------- | --------- | ----------------- | ----------------- | ------ | ------ | ----- | --------------- | --------------- | ------ |
| 1    | e.dams Renault          | 8  | 12 | 4       | 7       | 2         | 1                 | 14                | 6      | 10     | 8     | 7               | 10              | 232    |
| 1    | e.dams Renault          | 9  | NU | 3       | 1       | NU        | 13                | 4                 | 1      | 2      | 9     | 1               | 5               | 232    |
| 2    | Dragon Racing           | 6  | 7  | 7       | 9       | 9         | 7                 | 9                 | NU     | 3      | 15    | 8               | 3               | 171    |
| 2    | Dragon Racing           | 7  | 6  | 5       | 8       | 14        | 4                 | 6                 | 5      | 1      | 11    | 2               | 2               | 171    |
| 3    | Audi Sport Abt          | 11 | 1  | 2       | 3       | NU        | 9                 | 3                 | 2      | DK     | 2     | 4               | 6               | 165    |
| 3    | Audi Sport Abt          | 66 | 10 | 10      | 15      | 13        | 3                 | 15                | NU     | 14     | 5     | NU              | 11              | 165    |
| 4    | China Racing NEXTEV TCR | 88 | 16 | 11      | 11      | 11        | 17                | 16                | 8      | 15     | 19    | 9               | 9               | 152    |
| 4    | China Racing NEXTEV TCR | 99 | 8  | NU      | 2       | 3         | 5                 | 1                 | 3      | 4      | 1     | 5               | 7               | 152    |
| 5    | Virgin Racing           | 2  | 3  | 1       | NU      | 7         | 8                 | NU                | 4      | 8      | NU    | 6               | 1               | 135    |
| 5    | Virgin Racing           | 3  | 11 | 9       | 5       | 4         | 11                | 8                 | NU     | 12     | 13    | 14              | NU              | 135    |
| 6    | Andretti Autosport      | 27 | 2  | DK      | 14      | 6         | 18                | 2                 | NU     | 7      | 4     | 3               | 16              | 119    |
| 6    | Andretti Autosport      | 28 | 4  | 13      | NU      | 12        | 2                 | 20                | 12     | 13     | 10    | 11              | 12              | 119    |
| 7    | Amlin Aguri             | 55 | NU | 8       | NU      | 1         | 6                 | 7                 | 9      | 11     | 7     | NU              | NU              | 66     |
| 7    | Amlin Aguri             | 77 | 15 | 15      | 16      | DK        | 10                | NU                | NU     | 16     | 6     | 17              | 8               | 66     |
| 8    | Mahindra Racing         | 5  | 5  | 6       | 13      | NU        | 14                | 12                | 13     | 18     | 12    | 12              | 13              | 58     |
| 8    | Mahindra Racing         | 21 | NU | 14      | 6       | 5         | NU                | 5                 | NU     | 27     | 16    | 16              | 4               | 58     |
| 9    | Venturi Grand Prix      | 23 | 13 | DK      | 10      | 8         | 12                | 11                | 10     | 5      | 3     | 13              | NU              | 53     |
| 9    | Venturi Grand Prix      | 30 | 9  | 12      | NU      | 10        | NU                | 10                | 7      | 6      | 14    | 10              | 15              | 53     |
| 10   | Trulli GP               | 10 | NU | 16      | 4       | NU        | 15                | NU                | 11     | 19     | 18    | 15              | NU              | 17     |
| 10   | Trulli GP               | 18 | 14 | NU      | 12      | NU        | 16                | 13                | NU     | 9      | 17    | NU              | 14              | 17     |
| Poz. | Zespół                  | #  |    | Malezja | Urugwaj | Argentyna | Stany Zjednoczone | Stany Zjednoczone | Monako | Niemcy | Rosja | Wielka Brytania | Wielka Brytania | Punkty |